# Amal Clooney
Amal Clooney (arab. أمل كلوني, z domu Alamuddin; ur. 3 lutego 1978 w Bejrucie) – libańsko-brytyjska adwokatka specjalizująca się w prawie międzynarodowym oraz prawach człowieka. Do jej klientów zalicza się między innymi Juliana Assange’a, twórcę Wikileaks, przeciwko jego ekstradycji. Reprezentowała również byłą premier Ukrainy Julię Tymoszenko, oraz egipsko-kanadyjskiego dziennikarza Mohameda Fahmy’ego.
Jest żoną amerykańskiego aktora Georga Clooneya.

## Życiorys

### Wczesne życie i rodzina
Amal Alamuddin urodziła się w Bejrucie w Libanie. Jednakże podczas libańskiej wojny domowej w latach 80. rodzina Alamuddin opuściła Liban i osiedliła się w Gerrards Cross, Buckinghamshire. Miała wtedy zaledwie dwa lata. Jej ojciec, Ramzi Alam Uddin, pochodzący z libańskiej rodziny druzów z Baklinu (wioski z kadu Asz-Szuf) uzyskał stopień MBA na Uniwersytecie Amerykańskim w Bejrucie, był także właścicielem agencji turystycznej COMET, powróciwszy do Libanu w 1991 roku. Matka Amal, Bariaa Miknass, z rodziny sunnickich muzułmanów z Trypolisu w północnej części Libanu, jest zagraniczną korespondentką magazynu al-Hayat oraz założycielką agencji PR’owej Międzynarodowych Ekspertów Komunikacji, która jest częścią większej firmy zajmującej się publicznymi wystąpieniami gwiazd, zdjęciami reklamowymi oraz promowaniem imprez.
Ma trójkę rodzeństwa – siostrę Talę, oraz dwóch przyrodnich braci, Samera i Ziada, z pierwszego małżeństwa jej ojca.

### Edukacja
Uczęszczała do liceum dla dziewcząt Dr Challoner's High School w Amersham, Buckinghamshire. Następnie studiowała na St. Hugh’s College w Oxfordzie, gdzie uzyskała stypendium oraz nagrodę Shrigley. W 2000 roku uzyskała licencjat z Jurysprudencji.
W 2001 wstąpiła do New York University School of Law i tam zdobyła stopień LLM. Otrzymała nagrodę Jack J. Katz Memorial Award za doskonałą wiedzę z prawa rozrywkowego. W trakcie jednego semestru pobytu na nowojorskiej uczelni, praktykowała w biurze Sonii Sotomayor, późniejszego sędziego Drugiego Okręgu Amerykańskiego Sądu Apelacyjnego.

### Kariera
Jest uprawniona do wykonywania zawodu adwokata w Stanach Zjednoczonych oraz Wielkiej Brytanii. Zezwolenie na wykonywanie zawodu uzyskała w 2002 roku w Nowym Jorku, a w Anglii oraz Walii w 2010. Praktykowała także w sądach międzynarodowych w Hadze, wliczając w to Międzynarodowy Trybunał Sprawiedliwości oraz Międzynarodowy Trybunał Karny.

#### Nowy Jork
Przez trzy lata pracowała w Sullivan & Cromwell w Nowym Jorku jako członek grupy Obrony Kryminalnej oraz Badań. Jej klientami był między innymi Enron i Arthur Andersen.

#### Haga
W 2004 ukończyła staż asystenta sędziego w Międzynarodowym Trybunale Sprawiedliwości. Asystowała sędziemu Vladenowi S. Vereshchetinowi z Rosji, Nabilowi Elaraby z Egiptu, a także działała z sędzią Franklinem Bermanem z Wielkiej Brytanii.
Zaraz po tym pracowała w biurze prokuratora Trybunału Specjalnego dla Libanu oraz dla Międzynarodowego Trybunału Karnego dla byłej Jugosławii.

#### Londyn
Powróciła do Wielkiej Brytanii w 2010 roku, gdzie została adwokatem w Londynie (Adwokatura Anglii i Walii, Inner Temple) w Loży Doughty Street. W 2013 brała udział w wielu sprawach Organizacji Narodów Zjednoczonych, takich jak doradztwo posłowi Kofiemu Annanowi o Syrii, a także jako prawnik w sprawie użycia dronów w operacjach terrorystycznych na podstawie doniesienia reportera praw człowieka Organizacji Narodów Zjednoczonych Bena Emmersona.
Uczestniczyła w głośnych rozprawach reprezentując region Kambodży, Abdallaha Al Senussiego, Julię Tymoszenko oraz Juliana Assange’a. Była przedstawicielem Króla Bahrajnu w porozumieniu z Niezależną Komisją Dochodzeniową Bahrajnu prowadzoną przez profesora M. Cherifa Bassiouniiego.

### Nauczanie
W 2015 oraz 2016 roku w trakcie wiosennych semestrów akademickich gościnnie wykładała w Columbia Law School. Wraz z Sarah H. Cleveland współprowadziła jej wykłady o prawach człowieka, a także wykładała prawa człowieka w sporach sądowych studentom Uniwersytetu Praw Człowieka.
Prowadziła zajęcia o międzynarodowym prawie kryminalnym na Uniwersytecie w Londynie, The New School w Nowym Jorku, Haskiej Akademii Prawa Międzynarodowego oraz Uniwersytetu Karoliny Północnej w Chapel Hill.

## Znane sprawy

### 2011
- Asystowała Stałemu Trybunałowi Arbitrażowemu w sprawie rozjemczej między Merck & Co. a Republiką Ekwadoru.

### 2014
- Na początku 2014 roku reprezentowała kanadyjskiego dziennikarza Mohameda Fahmy angielskiej wersji stacji Al Jazeera, który wraz z innymi dziennikarzami przetrzymywany był w Egipcie[26][27][28][29]. Skazany został na trzy lata więzienia po czym stracił możliwość ponownego procesu w sierpniu 2015 roku, ostatecznie będąc ułaskawionym przez egipskiego prezydenta Abdela Fattaha al-Sisi[30][31].
- W sierpniu 2014 roku odmówiła Organizacji Narodów Zjednoczonych pozycji w trójosobowej komisji której celem było zbadanie możliwego naruszenia zasad wojny w strefie Gazy[32].
- W październiku 2014 roku Clooney została wynajęta do sprowadzenia starożytnych greckich rzeźb zwanych Marmurami Elgina[33]. W maju 2015 Grecja zdecydowała się zaprzestać legalnych procesów w odzyskiwaniu rzeźb i zwolniła ją jako ich przedstawicielkę[34].

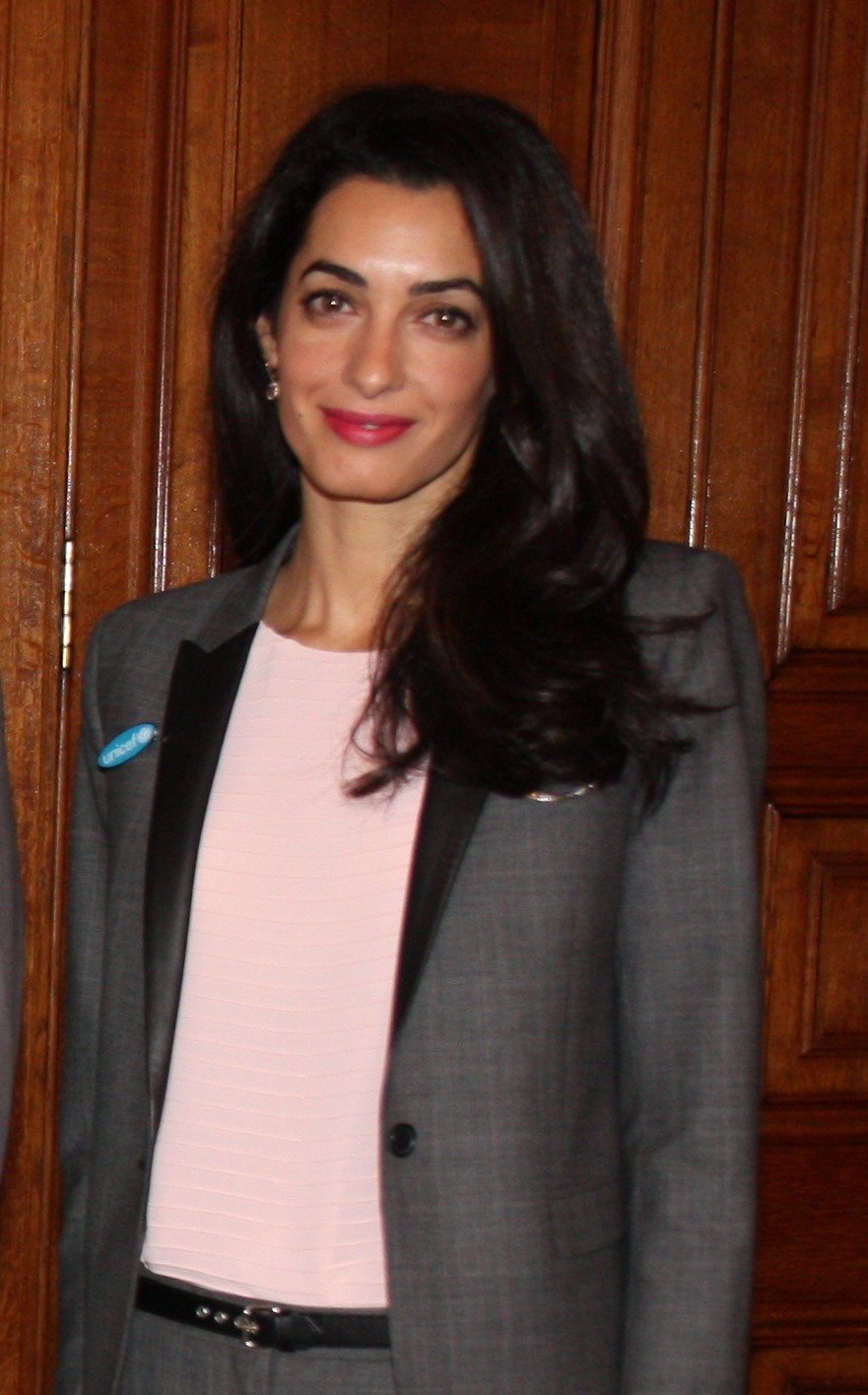
Amal w 2014 roku

### 2015
- W styczniu 2015 roku rozpoczęła pracę nad sprawą Ludobójstwa Ormian[35]. Reprezentuje Armenię z ramienia Loży Doughty Street wraz z Geoffreyem Robertsonem[36]. Uznała stanowisko Turcji za hipokryzję „oraz haniebny zapis wolności słowa”, wliczając w to prokuratorów którzy walczyli aby nazwać masakrę z 1915 roku ludobójstwem[35]. Reprezentuje Armenię w trakcie rozpraw przeciwko Doğu Perinçekowi[37][38], którego zaprzeczanie o ludobójstwie jako fakcie historycznym i dyskryminacja rasowa doprowadziły do sprawy Perinçek v. Switzerland. W odpowiedzi na zarzuty dziennikarza, który zadręczał ją pytaniem w jakiej kreacji znanego projektanta pojawi się na rozprawie, powiedziała „Ede & Ravenscroft” – krawców, którzy szyją moje togi[39][40].
- 8 marca 2015 roku Amal złożyła pozew przeciwko Rządowi Republiki Filipin przed grupą roboczą Komisji Praw Człowieka ONZ ds. bezpodstawnych przetrzymań w sprawie ciągłego przetrzymywania byłej prezydent Filipin Glorii Macapagal-Arroyo, która w tamtym czasie zasiadała jako kongreswoman Pampangi. 2 października Grupa Robocza Komisji Praw Człowieka ONZ ds. Bezpodstawnych Przetrzymań wydała oświadczenie, w której przetrzymywanie byłej prezydent nazwało „uderzeniem w międzynarodowe prawo” oraz „jest arbitralne na wielu płaszczyznach”[41].
- 7 kwietnia 2015 roku ogłoszono, iż Clooney będzie wchodziła w skład obrony Mohameda Nasheeda, byłego prezydenta Malediwów, w sprawie nielegalnego zatrzymania[42]. Nasheed został skazany na 13 lat więzienia w marcu 2015 roku w jak zostało to opisane, politycznie ubarwionej sprawie[43]. Amnesty International skomentowało jego zatrzymanie jako „bezprawne”[44]. Przed wizytą na Malediwach, wspólnik pracujący nad sprawą został ugodzony nożem w głowę na znak niebezpieczeństwa i niestabilności kraju. W styczniu 2016 roku Clooney wystąpiła w serii wywiadów o potępionej przez Organizację Narodów Zjednoczonych sprawie, o uwolnieniu Nasheeda oraz o wzmożonych wysiłkach w sprawie nakładania dodatkowych sankcji na Malediwy[45][46]. Według The Economist, „pomogła wzmocnić poparcie brytyjskiego premiera Davida Camerona dla dobra demokracji na Malediwach”[47].
- W czerwcu 2015 roku Amal zaczęła pracę nad wznowioną sprawą[48] wytoczoną przez rząd Irlandii przeciwko rządowi brytyjskiemu w sprawie polityki premiera Wielkiej Brytanii Edwarda Heatha (1970-1974) użytej w trakcie operacji Demetrius, które zawierały nielegalne metody przesłuchań znane jako pięć technik[49]. Współpracując z Ministrem Spraw Zagranicznych Charlesem Flanaganem, sprawa zostanie wysłuchana przez Europejski Trybunał Praw Człowieka[50][51]. Clooney jest członkiem zespołu prawnego reprezentującego Louisa Olivier Bancoulta oraz Chagosa islandersa na ich wniosek[52] o zmuszenie do opuszczenia ich wyspy, Diego Garcia w 1971 przez rząd brytyjski aby zwolnić miejsce na bazę militarną Stanów Zjednoczonych[53].

### 2016
- W 2016 roku ogłoszono, iż Amal reprezentować będzie azerbejdżańskiego dziennikarza Khadija Ismayilova w Europejskim Trybunale Praw Człowieka. Do zatrzymania dziennikarki doszło w trakcie jej pracy dochodzeniowej[54]. W trakcie procesu Ismayilova została zwolniona z aresztu a jej wyrok skrócony został do trzech i pół roku w zawieszeniu[55].
- We wrześniu 2016 roku Amal wypowiedziała się po raz pierwszy przed komisją Biura Narodów Zjednoczonych ds. Narkotyków i Przestępczości w sprawie decyzji którą podjęła w czerwcu tego samego roku reprezentując swojego klienta Murada w prawnych aspektach przeciwko dowódcom tak zwanego Państwa Islamskiego[56][57][58]. Clooney scharakteryzowała ludobójstwa, gwałty oraz handel ludźmi w wykonaniu ISIS jako „piekielną biurokrację na skalę światową” i dodała, że handel niewolnikami istnieje zarówno w Internecie, na Facebooku, jak i na Środkowym Wschodzie i do dziś pozostaje aktywny[59].

## Stanowiska
25 lutego 2014 roku Brytyjskie Biuro Prokuratora Generalnego wskazało Clooney na Panel C Publicznego Międzynarodowego Zespołu Radców Prawnych i Prawników na lata 2014–2019.
W maju 2014 była sygnatariuszem brytyjskiego UNICEF’u oraz listu otwartego Jemimy Khan, który nawoływał do wzmożonej pracy brytyjskiego rządu na rzecz ochrony kobiet i dzieci.
2 stycznia 2015 roku The Guardian poinformował o tym, iż przed zaangażowaniem się Amal w sprawę Mohameda Fahmyego, wystosowała raport w lutym 2014 roku do Międzynarodowego Stowarzyszenia Prawników i Instytutu Praw Człowieka uderzającego w egipskie procesy sądownicze. Clooney wraz z innymi zostali poinformowani o możliwym areszcie po przekroczeniu granic Egiptu, gdyż ośmielili się skrytykować obecny system wymiaru sprawiedliwości.

## Nagrody i honoraria
Clooney studiowała na uczelni Oxfordu St. Hugh’s College, gdzie otrzymała stypendium oraz nagrodę Shrigley. Otrzymała nagrodę Jack J. Katz Memorial Award za doskonałą wiedzę z prawa rozrywkowego.
Amal została wybrana przez Barbarę Walters na Najbardziej Fascynującą Osobę 2015 roku. W trakcie British Fashion Awards w 2014 została nagrodzona za Najlepszy Brytyjski Styl obok takich gwiazd jak David Beckham, Kate Moss, Keira Knightley oraz Emma Watson.

## Filantropia
Przewodniczy fundacji Clooney Foundation for Justice, którą założyła wraz z mężem George’em Clooneyem pod koniec 2016 roku aby przeciwdziałać niesprawiedliwości na salach sądowych, społecznościach oraz salach lekcyjnych na całym świecie.
Współpracowała z Inicjatywą Humanitarną Aurora na początku Stypendium Amal Clooney, którego założeniem było aby każdego roku wysłać jedną studentkę z Libanu na uczelnię United World College Dilijan, gdzie uczęszczałyby na dwuletni program licencjacki.

## Życie osobiste

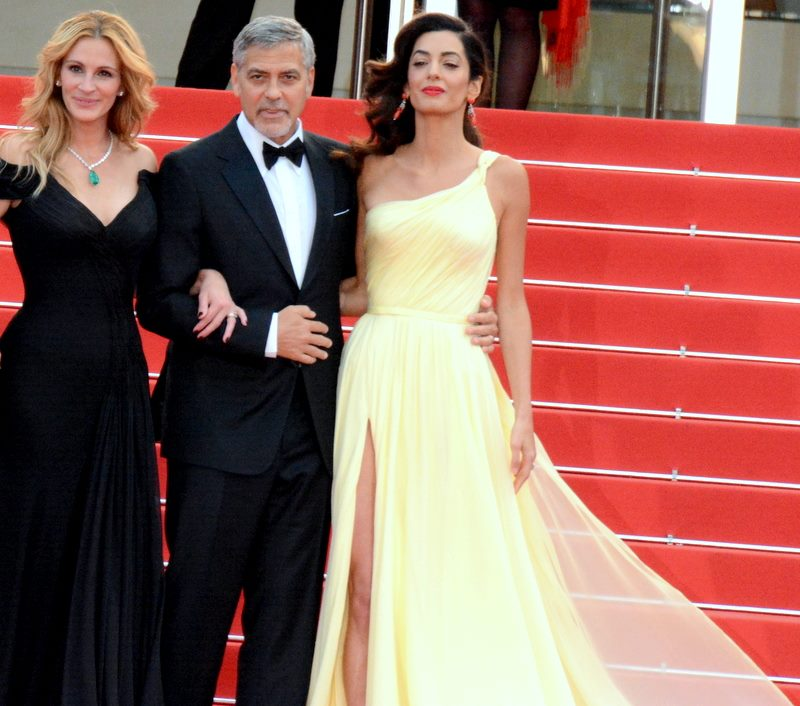
Amal wraz z mężem George’em Clooneyem w 2016 roku

Imię Amal pochodzi z języka arabskiego, أمل ʾamal, i oznacza nadzieję.
Mówi biegle po angielsku, francusku oraz arabsku.
Jej ojciec jest libańskim druzem, a matka sunnitką. Niektóre media określają Amal również jako druza.
28 kwietnia 2014 roku przyjęła zaręczyny od aktora George’a Clooneya. W lipcu aktor publicznie skrytykował brytyjski tabloid Daily Mail, który napisał, że matka jego narzeczonej była przeciwna ich małżeństwu z powodów religijnych. Po publikacji przeprosin na łamach magazynu, aktor odmówił ich przyjęcia, nazywając gazetę „najgorszym rodzajem tabloidu”.
7 sierpnia 2014 roku para złożyła dokumenty o pozwolenie na zawarcie małżeństwa w Royal Borough of Kensington and Chelsea w Londynie. 27 września tego samego roku pobrali się w pałacu Ca’ Farsetti w Wenecji, dwa dni po głośnej ceremonii ślubnej w tym samym mieście. Ślubu udzielił im Walter Veltroni, były burmistrz Rzymu. Samo wesele było szeroko opisywane w mediach. W październiku 2014 roku ogłoszono, że Clooneyowie zakupili dom na wyspie w osadzie Sonning Eye położonej na rzece Tamiza w Anglii, który kosztował ich około dziesięciu milionów funtów.
W lutym 2017 roku w programie CBS The Talk podano informację o tym, że Clooney jest w ciąży i wraz z mężem spodziewają się bliźniąt. Przyjaciel pary, aktor Matt Damon potwierdził doniesienie w rozmowie z Entertainment Tonight. Rankiem 6 czerwca 2017 roku w londyńskim szpitalu Chelsea and Westminster urodziły się bliźnięta, syn Alexander i córka Ella. W oświadczeniu prasowym rzecznik pary skomentował, że matka oraz dzieci są „zdrowe, szczęśliwe i radzą sobie”.